# أتك (باكستان)
أَتُك (بالأردية اٹک) المعروفة سابقًا باسم كيمبل بور ( کیمبل پور )، هي مدينة باكستانية، قع في شمال مقاطعة البنجابوعاصمة مقاطعة أتك. تقع على نهر السند قرب الحدود الشمالية لإقليم البنجاب الباكستاني. تأسست المدينة سنة 1908 وظلت تحمل اسم «كيمبلبور» (بالإنجليزية: Campbellpur)‏ ـ نسبة إلى السير كامبل البريطاني ـ حتى عام 1985.

## جغرافيا
تقع أتك بالقرب من نهر هارو، أحد روافد نهر السند وعلى بعد 80 كيلومتراً من مدينة راولبندي و100 كيلومتر من مدينة بشاور، كما تبعد عن مجمع الطيران الباكستاني في كامره حوالي 10 كيلومترات.

## تاريخ
تقع أتك في منطقة ذات أهمية تاريخية. كانت غانذارا مملكة قديمة تمتد إلى مناطق وادي سوات وهضبة بوثوهار في باكستان وكذلك منطقة جلال أباد في شمال شرق أفغانستان. وكانت المنطقة تقع على ضفاف منتصف نهر السند ولها مدينتين الرئيستين هما تاكشاشيلا وبيشاور. وللمكان أهمية سياسية وتجارية، حيث يعبر الطريق العسكري والتجاري نهر السند هنا عبر ممر خيبر إلى أفغانستان. عبر الإسكندر الأكبر وتيمورلنك ونادر شاه نهر السند في هذه البقعة أو حولها في غزواتهم للهند.
تم الانتهاء من حصن أتوك في عام 1583 تحت إشراف خواجة شمس الدين خوافي، وزير الإمبراطور أكبر. عبر نادر شاه من خلال أتوك عندما هزم المغول في معركة كارنال وبالتالي أنهى قوة المغول في شمال الهند. وقعت معركة أتوك في أتوك خرد في 28 أبريل 1758 بين دولة دوراني إمبراطورية ماراثا. انتصرت ماراثا في المعركة تحت قيادة راغوناثراو بالال بيشوا وتوكوجيراو هولكار بهادور واحتلت أتوك. لكن هذا الفتح لم يدم طويلاً حيث قدم أحمد شاه دوراني شخصيًا لاستعادة أتوك والتحقق من تقدم ماراثا بعد تدمير قواتهم في معركة باني بت. بعد انهيار دولة الدوراني، قام السيخ بغزو واحتلال منطقة أتوك. استولت مملكة السيخ (1799-1849) تحت قيادة رانجيت سينغ (1780-1839) على حصن أتوك في عام 1813 من دوراني نَواب.
في عام 1849، غزت شركة الهند الشرقية البريطانية أتوك خورد ( الأتوك القديم) وأنشأت مقاطعة كامبلبور. بعد تمرد الهندي في عام 1857، عرف البريطانيون القيمة الإستراتيجية للمنطقة وأسسوا كانتون كيمبلبور في 1857-1858. ونُظمت مقاطعة كامبلبور في عام 1904، قبل تقسيم تحصيل تالاغانغ في مقاطعة جهلم مع بندي غهيب وفاتح جانغ وأتوك تيسيلز من مقاطعة روالبندي.
وضع القائد العام البريطاني للهند السير كولين كامبل أسس المدينة في عام 1908 والذي سميت المدينة باسمه. تأسست المدينة القديمة بالقرب من حصن أتوك من القرن السادس عشر الذي كان يحرس الطرق الرئيسية بين آسيا الوسطى وجنوب آسيا. حُفرت أول بئر نفط أتوك في خور في عام 1915، بينما تم إنشاء شركة أتوك للنفط  بترتيب بيع مع شركة نفط بورما. خلال عام 1928، أنتجت المنطقة 350 ألف برميل من النفط.
كانت أتوك إحدى النقاط الواقعة في أقصى شمال مقاطعة البنجاب في الهند البريطانية قبل التقسيم؛ وهكذا وجدت نفسها جزءًا من العبارة الهندية-الأوردية الشائعة المستخدمة لوصف طول مستعمرة الهند : "Attock se Cuttack" (من أتك إلى كوتاك). 
بعد استقلال باكستان في عام 1947، هاجرت الأقليات الهندوسية والسيخية إلى الهند، بينما استقر اللاجئون المسلمون من الهند في أتوك. أعادت حكومة باكستان تسمية كامبلبور لتصبح أتوك في عام 1978. تشتهر المدينة والمنطقة المحيطة بها بتمثيلها العالي بين جنود الجيش الباكستاني.

## التعليم
وفقًا لتصنيفات مقاطعة ألف العيلان الباكستانية (Alif Ailaan Pakistan District) التعليمية لعام 2019، صُنفت أتك في المرتبة 3 من بين 146 منطقة في باكستان من حيث جودة التعليم. بالنسبة للمرافق والبنية التحتية، صُنفت المنطقة في المرتبة 17 من أصل 146. تتوفر أيضًا صورة مفصلة عن الأداء التعليمي للمنطقة التعليمية عبر الإنترنت. مدرسة وكلية الجيش العامة، معهد البوليتكنيك الحكومي، مدرسة بيكون لايت الثانوية النموذجية الإنجليزية، جامعة كومستس إسلام أباد وكلية بنجاب أتوك هي بعض المعاهد التعليمية الهامة في أتوك.

## أعلام
- علي خان (13 ديسمبر 1990)، أمريكي الجنسية وباكستاني المولد لاعب كريكيت.
- مالك نور خان (22 فبراير 1923 - 15 ديسمبر 2011)، مشير جوي، سياسي، مسؤول رياضي، والقائد العام للقوات الجوية الباكستانية
- حيدر علي (2 أكتوبر 2000)، لاعب كريكت باكستاني محترف.
- آصف علي مالك
- خالد خان